# Église Saint-Michel de Berat
 (février 2023).
L'église Saint-Michel de Berat (en albanais : Kisha e Shën Mëhillit) est une église byzantine médiévale située à l'extérieur du district de Kalaja, sur une colline de la ville de Berat, au sud de l'Albanie. Faisant partie des centres historiques de Berat et de Gjirokastër, classés au Patrimoine mondial de l'UNESCO, l'église a peut-être été construite au XIVe siècle et est dédiée à l'archange Michel,.

## Description
L'église est relativement petite et a été construite sur un rocher escarpé. Il s'agit d'une chapelle cruciforme sans aucun support intérieur, avec un dôme au sommet et un narthex sur la partie Ouest. Les murs sont caractérisés par une combinaison de rangées de briques rouges avec de la pierre.
À l'intérieur, les restes de peintures murales ne conservent que peu de traces. Une collection de fresques et d'icônes a été conservée jusqu'à nos jours.

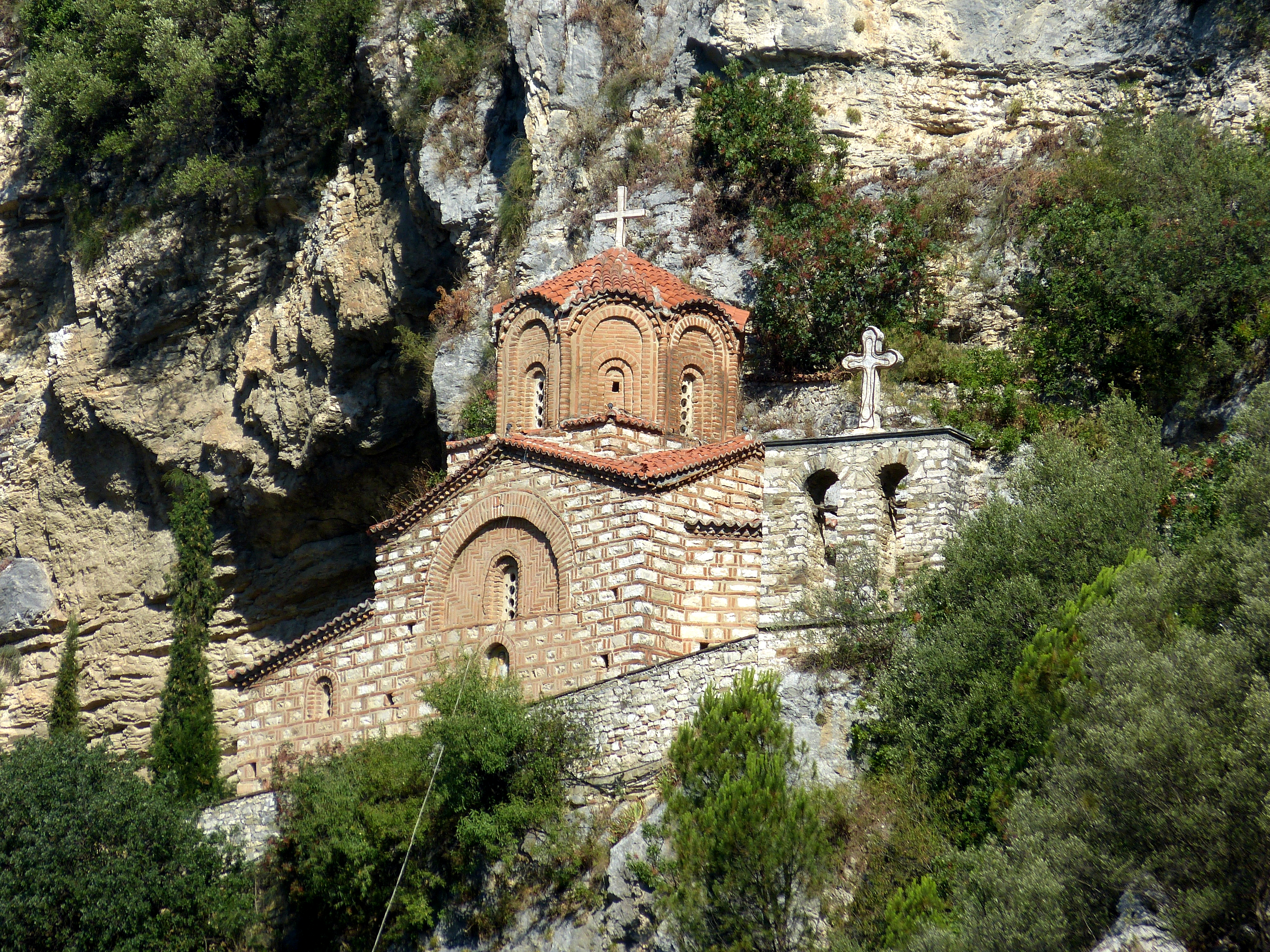
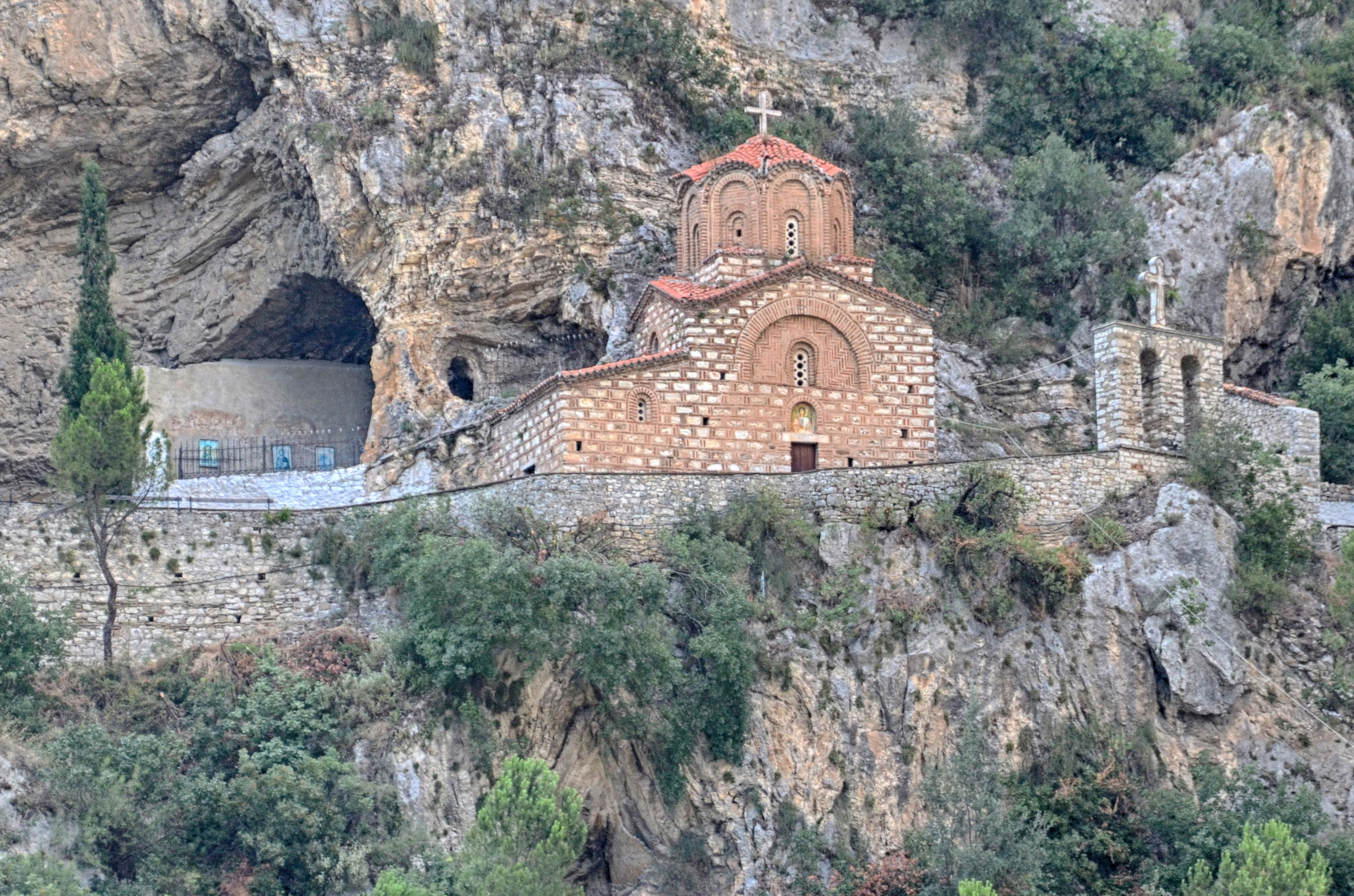